# Moralni relativizam
Moralni relativizam je filozofsko shvaćanje o moralnim prosudbama različitih ljudi i kultura.
Postoji više vrsta moralnog relativizma. Opisni moralni relativizam govori o tome, da se ljudi ne slažu o tome što je moralno; meta-etički moralni relativizam smatra, da u takvim nesporazumima, nitko nije objektivno u pravu ili u krivu, a normativni moralni relativizam smatra da zato što nitko nije u pravu ili u krivu, trebamo tolerirati ponašanje drugih, čak i kada se ne slažemo o moralnosti toga.
Nisu svi opisni relativisti prihvatili meta-etički relativizam, i, štoviše, nisu svi meta-etički relativisti prihvatili normativni relativizam. Richard Rorty, primjerice, tvrdi da relativistički filozofi vjeruju "da su razlozi za odabir između tih mišljenja manje algoritamski nego što se misli", ali ne i da je bilo koje vjerovanje jednako vrijedno kao i svako drugo.
O moralnom relativizmu raspravlja se već tisućama godina, od antičke Grčke i Indije pa do današnjih dana, u različitim područjima, uključujući filozofiju, znanost i religiju.
Među najvećim protivnicima moralnog relativizma je kršćanstvo. Papa Ivan Pavao II. kritizirao je moralni relativizam posebice u enciklici "Veritatis Splendor", u kojoj tvrdi, da doista postoje apsolutne istine dostupne svim osobama. Suprotno filozofiji moralnog relativizma, enciklika inzistira da je moralni zakon univerzalan za ljude različitih kultura, te je u stvari ukorijenjen u ljudskom stanju. Papa Ivan Pavao II. smatra, da bez obzira koliko je netko odvojen od Boga, "u dubini svoga srca uvijek ostaje čežnja za apsolutnom istinom i žeđ da se postigne puno znanje o tome." Smatra, da sjaj istine "blista duboko unutar ljudskog duha."
Papa Benedikt XVI. smatrao je diktaturu relativizma kao jedan od glavnih izazova za Crkvu i čovječanstvo. Riječ je o sukobu između dvaju pogleda na svijet: onoga koji vjeruje u postojanje načela i nepromjenjivih vrednota, koje je Bog upisao u ljudsku narav, te onoga koji drži da ne postoji ništa čvrsto i trajno, nego da je sve relativno s obzirom na vrijeme, mjesta i okolnosti. Ako ne postoje apsolutne vrednote i objektivna prava, ljudski se život svodi na grozničavu potragu za užitcima te na egoistično zadovoljavanje instinkata i subjektivnih "potreba", prozvanih nova "prava". Volja za moći pojedinca i skupina postaje jedini zakon društva te se uspostavlja, kako tvrdi Benedikt XVI., "diktatura relativizma koji ništa ne priznaje kao konačno i koji kao posljednje mjerilo ostavlja samo vlastiti ja i svoje želje". Ono što Papa na poseban način želi istaknuti je to, da relativizam nije više samo jedan lokalni problem ili možda jedan parcijalni problem koji se tiče samo jednoga segmenta, jednoga dijela života, nego naprotiv, da je relativizam suvremenoga svijeta jedan problem koji je zahvatio sve pore života, sve situacije. Papa predlaže: "Mi vjernici, Crkva, posjedujemo živu istinu, utjelovljenu Istinu Isusa Krista. Tko se s njim susreće nema razloga onda uopće razmišljati o relativističkoj postavci i poimanju, nego dapače, zna da smo pozvani navješćivati kako bismo drugima otkrili puninu istine i onda dali radost života i tako društvo i u politici, filozofiji, znanosti, ekonomiji, u svim drugim segmentima, i u moralu, osposobili ovim novim dahom Kristovim da društvo može živjeti istinsku puninu radosti i života koje je donio Gospodin Isus.